# Багратіонівський сільський округ
Багратіо́нівський сільський округ (каз. Багратион ауылдық округі, рос. Багратионовский сельский округ) — адміністративна одиниця у складі Уланського району Східноказахстанської області Казахстану. Адміністративний центр — село Привольне.
Населення — 1372 особи (2021; 1844 у 2009, 1882 у 1999, 2064 у 1989).
Станом на 1989 рік існувала Багратіонівська сільська рада (села Митрофановка, Привольне) з центром у селі Привольне колишнього Тавричеського району.

## Склад
До складу округу входять такі населені пункти:
| Населений пункт    | Старі назви | Населення, осіб (1989) | Населення, осіб (1999) | Населення, осіб (2009) | Населення, осіб (2021) |
| ------------------ | ----------- | ---------------------- | ---------------------- | ---------------------- | ---------------------- |
| Митрофановка, село | -           | 471                    | 488                    | 423                    | 270                    |
| Привольне, село    | -           | 1593                   | 1394                   | 1421                   | 1102                   |